# بازار دامغان
بازار دامغان مربوط به دوره قاجار است و در دامغان، مرکز شهر واقع شده و این اثر در تاریخ ۲۰ آذر ۱۳۷۹ با شمارهٔ ثبت ۲۹۱۶ به‌عنوان یکی از آثار ملی ایران به ثبت رسیده است.